# Зігрід Вольф
Зігрід Вольф  (нім. Sigrid Wolf, 14 лютого 1964) — австрійська гірськолижниця, олімпійська чемпіонка.

## Виступи на Олімпіадах
| Олімпіада    | Дисципліна              | Місце  |
| ------------ | ----------------------- | ------ |
| Калгарі 1988 | швидкісний спуск        | участь |
| Калгарі 1988 | супергігантський слалом | 1      |
| Калгарі 1988 | гігантський слалом      | участь |